# Koniușkî, Rohatîn
Koniușkî (în ucraineană Конюшки) este localitatea de reședință a comunei Koniușkî din raionul Rohatîn, regiunea Ivano-Frankivsk, Ucraina.

## Demografie
Componența lingvistică a localității Koniușkî
     Ucraineană (99,6%)
     Alte limbi (0,4%)
Conform recensământului din 2001, majoritatea populației localității Koniușkî era vorbitoare de ucraineană (99,6%), existând în minoritate și vorbitori de alte limbi.